# Ferdinand Gorup svobodný pán z Besánez
Ferdinand Gorup z svobodný pán z Besánez (1. února 1855 Žatec – 15. dubna 1928 Vídeň) byl rakousko-uherský právník, státní úředník a policista, v letech 1914–1917 policejní prezident ve Vídni.

## Život
Narodil se v Žatci v čp. 64 na dnešním Hošťálkově náměstí. Křestní jméno i titul získal po otci, který byl státním úředníkem Krajské hospodářské správy v Žatci. Jeho otec, Ferdinandův děd, byl generálem dělostřelectva v Klagenfurtu. Ferdinandova matka, za svobodna Schmiedová, byla dcerou měšťana z Lokte.
Gorup studoval od roku 1873 práva na univerzitě ve Vídni a v roce 1876 se zde stal členem bratrstva Teutonia Vienna. Do státních služeb vstoupil v roce 1880 jako koncipient na dolnorakouském místodržitelství. V roce 1887 byl přijat na vídeňské policejní ředitelství.
Jako policejní důstojník se v roce 1889 po sebevraždě korunního prince Rudolfa Habsburského na zámku Mayerling u Vídně spolu s Johannem von Habrdou, tehdejším policejním šéfem ve Vídni, podílel na tajném převozu těla Marie Vetserové na hřbitov cisterciáckého opatství v Heiligenkreuzu.
V letech 1901–1908 působil jako hlavní inspektor c. k. bezpečnostní stráže a jako organizační vedoucí uniformované vídeňské policie. Do jeho funkčního období, konkrétně do roku 1904, spadá správní začlenění Floridsdorfu jako 21. obvodu do města Vídeň. Dne 28. listopadu 1905 doprovázel Gorup s policejním sborem demonstraci s 250 000 účastníky za volební právo na vídeňské Ringstrasse, která proběhla v poklidu. V roce 1906 se ve Vídni uskutečnila mezinárodní automobilová výstava, která upozornila na pokračující motorizaci města, která policii  postavila před nové úkoly.
Gorup von Besánez byl právním poradcem císaře Františka Josefa bez oficiálního jmenování. V letech 1914–1917 byl prezidentem Policejního úřadu ve Vídni, v roce 1917 odešel do penze.
Po smuteční řeči ve školním klubu dcer státních úředníků byl zasažen mrtvicí. Jeho zdravotní stav se zhoršil a krátce nato ve svém bytě na Tulpengasse 2, Vídeň-Josefstadt zemřel. Byl pohřben 18. dubna 1928 na hřbitově v Hietzingu (skupina 11, č. 95). Jeho manželka Johanna Helena, rozená Reithoffer, z průmyslnické rodiny Johanna Nepomuka Reithoffera, zemřela po těžké nemoci 17. července 1941 ve Vídni ve věku 73 let. Gorup byl synovec významného profesora chemie Eugena Franze Gorupa z Besánez.

## Tituly a ocenění
Od narození užíval šlechtický titul svobodného pána udělený rodině v roce 1816. Během svého působení ve státních službách získal řadu vysokých státních vyznamenání v Rakousku-Uhersku i od zahraničních panovníků.

### Rakousko-Uhersko
- Jubilejní pamětní medaile (1898)
- Řád železné koruny III. třídy (1905)
- rytířský kříž Leopoldova řádu (1912)
- komtur Řádu Františka Josefa (1916)

### Zahraničí
- Řád sv. Stanislava I. třídy (Rusko)
- Řád svaté Anny III. třídy (Rusko)
- Řád svatého Vladimíra IV. třídy (Rusko)
- Řád červené orlice II. třídy (Německo)
- Řád pruské koruny III. třídy (Německo)
- důstojník Královského řádu Viktoriina (Spojené království)
- komandér Řádu Vasova (Švédsko)
- komandér Řádu rumunské koruny (Rumunsko)
- důstojník Řádu rumunské hvězdy (Rumunsko)
- rytíř Řádu Albrechtova (Sasko)
- rytíř Vévodského sasko-ernestinského domácího řádu (Sasko-Altenbursko)
- komtur Řádu sv. Alexandra (Bulharsko)
- důstojník Královského řádu za občanské zásluhy (Bulharsko)
- Řád lva a slunce III. třídy (Persie)
- důstojník Řádu siamské koruny IV. třídy (Siam)